# 율면중학교
율면중학교(栗面中學校)는 대한민국 경기도 이천시 율면 고당리에 있는 공립 중학교이다.

## 학교 연혁
- 1934년 5월 1일 : 율면 공립보통학교 개교
- 1950년 5월 11일 : 율면 고등공민학교 설립인가
- 1964년 3월 1일 : 배영중학교 개교
- 1979년 3월 1일 : 배영종합 고등학교 설립, 개교
- 2001년 3월 1일 : 율면 초중고 통합학교 개교
- 2018년 2월 9일 : 제57회 졸업(20명) 누계(4,929명)
- 2018년 3월 2일 : 중학교 6명 입학
- 2022년 9월 1일 : 제16대 율면초중고통합학교 김승열 교장 취임

## 참고 자료
- 율면중학교 - 한국교육학술정보원 학교알리미